# Centomila dollari
Centomila dollari è un film del 1940 diretto da Mario Camerini.

## Trama
In un albergo ungherese John Woods, un milionario americano incontrando una giovane centralinista che lavora lì se ne innamora. Lily è però ufficialmente fidanzata con Paolo, ma l'americano non si perde d'animo e offre al futuro sposo un premio di centomila dollari se la sua fidanzata acconsente a cenare una sera con lui. Paolo offeso rifiuta ma quando la famiglia viene a sapere l'importo offerto dal milionario spinge la ragazza ad accettare.
La cena ha luogo, ma Lily, temendo di essere mal considerata dall'americano, strappa l'assegno. Ma è durante le nozze dei due fidanzati che arriva il colpo di scena: il milionario americano irrompe in municipio e, tra la sorpresa e lo sgomento dei parenti e del promesso sposo, fugge con la ragazza.

## Produzione
Prodotto dall'Astra Film, è stato realizzato negli stabilimenti SAFA di Roma ottenendo il visto censura n. 30948 del 16 marzo 1940. Durante la lavorazione la pellicola era stata preannunciata con il titolo Tutta colpa della sciampagna.
Fanno parte del cast tecnico anche Renato Castellani (aiuto regista), Romolo Garroni (operatore), Ettore Forni (fonico).
Secondo la pubblicazione "Bianco e nero" la sceneggiatura sarebbe anche di Alberto Moravia e Gabriele Baldini.